# Pierre Renouvin
Pierre Eugène Georges Renouvin (* 9. Januar 1893 in Paris; † 7. Dezember 1974) war ein französischer Historiker, der sich mit den internationalen Beziehungen befasste.

## Leben
Renouvin besuchte das Lycée Louis-le-Grand, wo er 1912 seine Agrégation erhielt. Renouvin verbrachte die Jahre von 1912 bis 1914 auf Reisen in Deutschland und Russland. Er nahm am Ersten Weltkrieg teil, verlor einen Arm und die Beweglichkeit der rechten Hand. Zwischen 1918 und 1920 arbeitete er als Lehrer am Lycée d'Orleans. Er war von 1920 bis 1922 Direktor der Bibliothek für Kriegsgeschichte an der Sorbonne, von 1922 bis 1933 Dozent an der Sorbonne und von 1933 bis 1964 Professor an der Sorbonne. Außerdem lehrte er von 1938 bis 1970 am Pariser Institut für politische Studien. 1969 wurde Renouvin in die American Academy of Arts and Sciences gewählt.
Sein Forschungsgebiet waren die internationalen Beziehungen und besonders Politik im Ersten Weltkrieg.

## Schriften (Auswahl)
- Les formes du gouvernement de guerre. Les Presses Universitaires de France, Paris 1925.
- Les Origines immédiates de la guerre (28 juin – 4 août 1914). Les Presses Universitaires de France, Paris 1925.
- La Crise europenne et la grande guerre. 1904–1918. Alcan, Paris 1934.
- La Question d’Extrême Orient, 1840–1940. Hachette, Paris 1946.
- Histoire des relations internationales. De 1929 à 1945. Les Crises du XXe Siècle de 1929–1945. Hachette, Paris 1958.
- mit Jean-Baptiste Duroselle: Introduction à l’histoire des relations internationales. Colin, Paris 1964.
- mit Claude Bellanger, Jacques Godechot, Pierre Guiral, Fernand Terrou: Histoire générale de la presse française. 5 Bände, Les Presses Universitaires de France, Paris 1969–1976.